# Dieter Kuprella
Dieter Kuprella (Gelsenkirchen, Alemania Federal; 5 de abril de 1946 – Leverkusen, Alemania; 7 de julio de 2025) fue un jugador y entrenador de baloncesto alemán que jugó en la posición de escolta.

## Carrera

### Club
| Periodo   | Club              |
| --------- | ----------------- |
| 1966–1968 | ASC Gelsenkirchen |
| 1968–1977 | TuS 04 Leverkusen |

### Selección nacional
Jugó con Alemania Federal en 108 ocasiones de 1970 a 1977 y participó en los Juegos Olímpicos de Múnich 1972.

### Entrenador
| Periodo   | Club                    |
| --------- | ----------------------- |
| 1986–1991 | Bayer Giants Leverkusen |
| 1992–1996 | ETB SW Essen            |
| 2004–2008 | BBZ 95 Leverkusen       |